# Шафранал
Шафраналът е органично вещество, получавано от шафрана – подправка, представляваща близалцата на един вид минзухар (Crocus sativus). Той е съставката, на която се дължи главно ароматът на шафрана.
Смята се, че шафраналът е деградационен продукт на каротеноида зеаксантин с посредничеството на пикрокроцин.

## Фармакология
Шафраналът е ефективно противогърчово средство, който действа като агонист в GABAA рецепторите . Шафраналът демонстрира и виоки антиоксидантни и почистващи свободните радикали свойства, както и цитотоксичност към ракови клетки инвитро.